# Igreja de Cristo na Tailândia
A Igreja de Cristo na Tailândia  (ICR) (em tailandês สภาคริสตจักรในประเทศไทย), é uma denominação protestante unida na Tailândia, fundada em 1934 pela fusão de missões presbiterianas, batistas e luteranas no país. Desde então, é a maior denominação protestante do país.
A igreja é conhecida pelo seu trabalho social, hospitalar e educacional no país.

## História

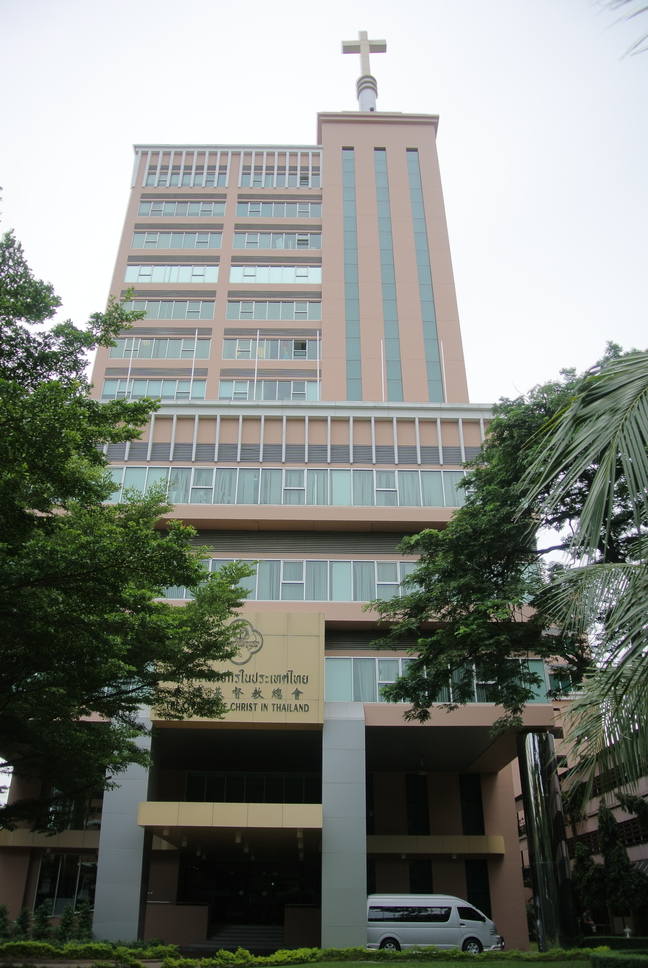
Edifício da Igreja de Cristo na Tailândia em Bangkok.

A partir de 1828, vários grupos missionários protestantes iniciaram o trabalho missionário na Tailândia. A partir de 1840, missionários da Igreja Presbiteriana nos Estados Unidos da América tornaram-se os mais bem sucedidos no país.
Em 1934, diversas missões protestantes a do país decidiram se unir para forma a Igreja de Cristo na Tailândia. A maior parte das igrejas que participaram da fusão foram resultado das missões presbiterianas, mas as missões batistas e luteranas também participaram.
Após a Segunda Guerra Mundial, outros grupos protestantes começaram a entrar no país; alguns deles filiados ao CCT, outros não.
Em 1976, a Igreja de Cristo na Tailândia tornou-se uma igreja tailandesa completamente autônoma, independente das missões estrangeiras.
Desde então, é a maior denominação protestante do país.

## Doutrina
A denominação subscreve o Credo dos Apóstolos e permite a ordenação de mulheres desde 1960.

## Relações intereclesiásticas
A denominação é membro do Conselho Mundial de Igrejas e da Comunhão Mundial das Igrejas Reformadas.